# Dumbo (film, 1941)
Dumbo je americký animovaný film z dílny Walta Disneye. Natočil jej roku 1941 režisér Ben Sharpsteen. Námět pochází ze stejnojmenné dětské knihy, kterou napsala Helen Abersonová a ilustroval ji Harold Perl. Jedná se o v pořadí 4. film z takzvané animované klasiky Walta Disneye. Hudbu napsali Frank Churchill a Oliver Wallace. Snímek byl nominován na Oscara za písničku Baby Mine.
Děj pojednává o poloantropomorfním sloním mláděti, které žije v cirkuse. Mládě má fyzický handicap v podobě abnormálně velkých uší a ostatní zvířata a návštěvníci cirkusu se proto baví na jeho účet a dostává od nich hanlivou přezdívku Dumbo. Mládě později objeví svou schopnost létal pomocí velkých uší a stane se z něj hvězda cirkusu a mediální senzace.
Hlasy postaviček v originále namluvili herci jako Edward Brophy, Herman Bing, Verna Felton, Margaret Wright, Cliff Edwards, a Sterling Holloway.